# Guru Meditation
Guru Meditation — название критической ошибки операционной системы, появляющейся в ранних версиях операционной системы AmigaOS для домашних компьютеров Commodore Amiga.

## Описание

Симуляция ошибки Guru Meditation

При возникновении критической ошибки вверху экрана появляется чёрный прямоугольник. В зависимости от типа ошибки и версии AmigaOS цвет шрифта и рамки прямоугольника может варьироваться — для обычной ошибки он является красным, для восстановимой ошибки — жёлтым или зелёным.
В ошибке содержится отладочная информация, разделённая на две части. Формат ошибки представлен в виде двух шестнадцатиричных чисел, разделённых точкой.
При ошибке процессора появляется ошибка вида #0000000x.yyyyyyyy, а при программной ошибке — вида #aabbcccc.dddddddd. Первое поле является либо кодом обработчика прерываний процессора Motorola 68k (при ошибке процессора), либо идентификатором внутренней ошибки в случае программной ошибки. Второе поле может содержать адрес сбойного блока памяти. В случае, если тип ошибки неизвестен, во втором поле отображается 48454C50 («HELP» в кодах ASCII).
Для большинства пользователей текст ошибки ничего не значит, только технически подготовленные специалисты способны определить по коду ошибки, что же произошло с системой. Остальные же просто раздраженно перезагружали компьютер.

## Происхождение названия
Термин «Ошибка. Гуру медитирует» появился в начале становления компании Amiga. Одной из разработок компании являлся игровой контроллер JoyBoard, который управлялся с помощью ног. Для этого контроллера была написана игра, в которой человек должен был сидеть как можно дольше в неподвижном состоянии в позе лотоса, напоминая медитацию индийского гуру. Как только он нарушал неподвижность, появлялась ошибка медитации гуру — «guru meditation error».

## Использование в других программах
- Сообщения об ошибках скриптов в плеере Winamp выводятся вверху экрана в таком же прямоугольнике, как и «guru meditation error» в AmigaOS.
- В системе виртуализации VirtualBox сообщение Guru Meditation выдаётся в случае критической ошибки виртуальной машины.[3]
- В игре-редакторе Future Pinball[англ.] после запуска проекта может появиться сообщение «Pinball Meditation», если присутствуют ошибки в скрипте.
- Ошибки обратного прокси Varnish сопровождаются сообщением Guru Meditation: XID: [идентификатор][4].
- Модуль расчёта Folding@home при работе видеокарты в нестандартном режиме может сообщать об ошибке именно в таком виде.
- При запуске игры Bad Piggies код ошибки в Guru Meditation «Bad Piggies Meditation» может иметь значения #FFFFFFFF или #BBBBBBBB.
- При критической ошибке в NewPipe Legacy (клиенте YouTube) появляется сообщение Guru Meditation.